# Canberra Central
 (février 2023).
Si vous disposez d'ouvrages ou d'articles de référence ou si vous connaissez des sites web de qualité traitant du thème abordé ici, merci de compléter l'article en donnant les références utiles à sa vérifiabilité et en les liant à la section « Notes et références ».
Canberra Central est un des sept arrondissements de Canberra, la capitale fédérale de l'Australie. Situé en centre ville et coupé par le lac Burley Griffin, il abrite les principaux bâtiments publics de la capitale.
On le divise traditionnellement en Canberra Sud et Canberra Nord de part et d'autre du lac.